# Côtes du Jura

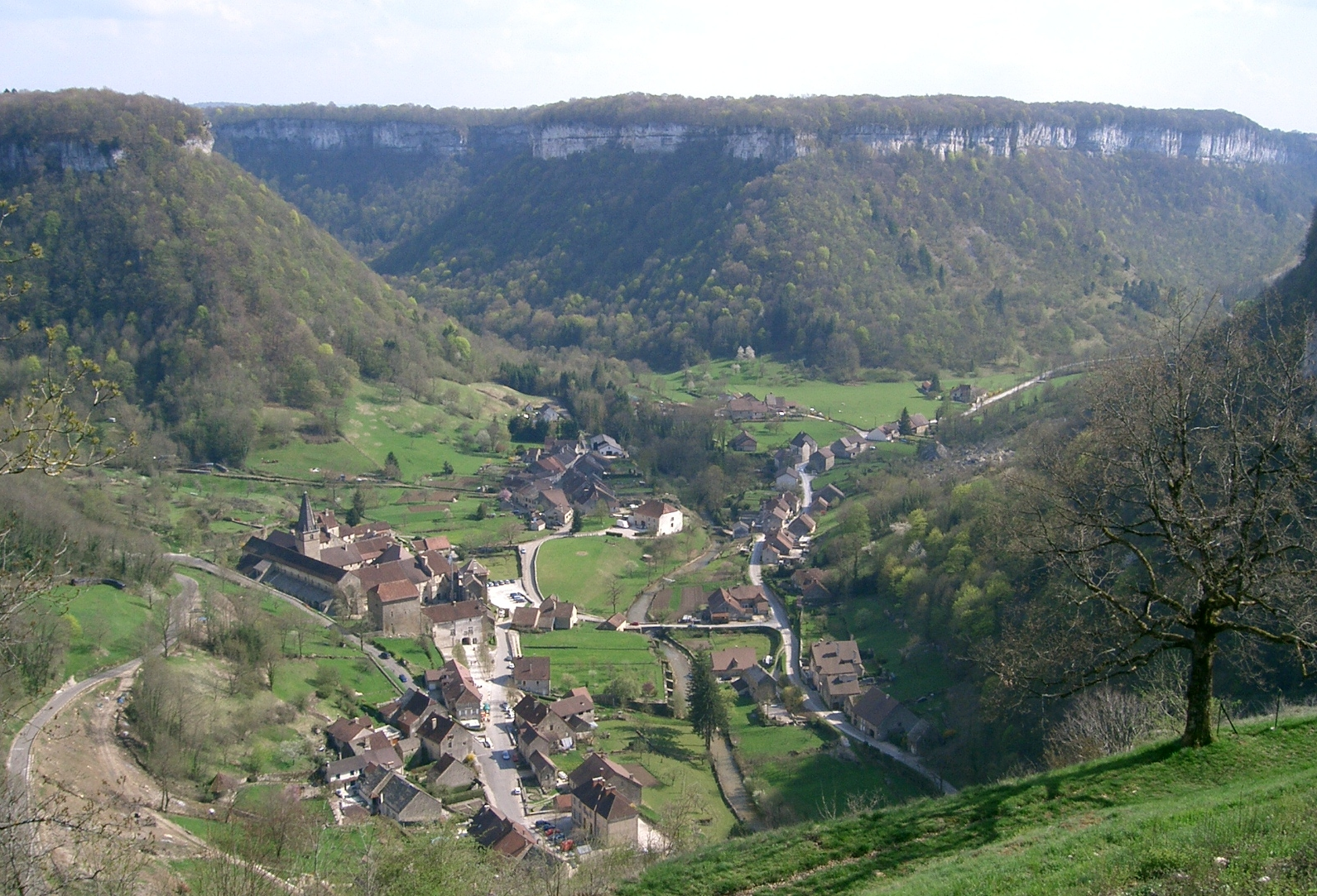
Das Jura bei Baume-les-Messieurs

Côtes du Jura ist eine Appellation des Weinbaugebiets Jura. Seit dem 31. Juli 1937 genießt das Gebiet den Status einer Appellation d’Origine Contrôlée (kurz AOC). Im Jahr 2005 waren insgesamt 605 Hektar Rebfläche bestockt. Hergestellt wurden circa 16.100 Hektoliter Weißwein und Vin Jaune, 7.370 Hektoliter Rotwein und Roséwein und fast 500 Hektoliter Vin de Paille (also Strohwein). Die Rebflächen sind auf insgesamt 105 Gemeinden verteilt. Tatsächlich ist es jedoch so, dass in längst nicht mehr allen zugelassenen 105 Gemeinden noch Rebflächen anzufinden sind. Geographisch erstreckt sich diese Appellation über die gesamte Ausdehnung des Weinbaugebiets Jura.

## Rebsorten
Bei den roten Rebsorten sind der Poulsard (auch Ploussard genannt), der Trousseau und der Pinot Noir (lokal auch Gros Noirien oder Pinot Gris genannt) zugelassen. Die beiden erstgenannten Sorten sind praktisch nur im Jura anzutreffende Sorten.
Bei den weißen Sorten findet man den Savagnin (manchmal auch Naturé genannt) und den Chardonnay. Der Chardonnay wird lokal manchmal Melon d’Arbois oder Gamay Blanc genannt.

## Zugelassene Gemeinden
Abergement-le-Grand, Abergement-le-Petit, Aiglepierre, Arbois, Arlay, Les Arsures, L’Aubépin, Augea, Aumont, Balanod, Baume-les-Messieurs, Beaufort, Bersaillin, Blois-sur-Seille, Brainans, Bréry, Buvilly, Cesancey, Champagne-sur-Loue, La Chapelle-sur-Furieuse, Château-Chalon, Chazelles, Chevreaux, Chille, Chilly-le-Vignoble, Conliège, Courbouzon, Cousance, Cramans, Cuisia, Darbonnay, Digna, Domblans, L’Etoile, Frébuans, Frontenay, Gevingey, Gizia, Grange-de-Vaivre, Grozon, Grusse, Ladoye-sur-Seille, Lavigny, Lons-le-Saunier, Le Louverot, Macornay, Mantry, Marnoz, Mathenay, Maynal, Menétru-le-Vignoble, Mesnay, Messia-sur-Sorne, Miéry, Moiron, Molamboz, Monay, Montagna-le-Reconduit, Montaigu, Montain, Montholier, Montigny-lès-Arsures, Montmorot, Mouchard, Nanc-lès-Saint-Amour, Nevy-sur-Seille, Orbagna, Pagnoz, Pannessières, Passenans, Perrigny, Le Pin, Plainoiseau, Les Planches-près-Arbois, Poligny, Port-Lesney, Pretin, Pupillin, Quintigny, Revigny, Rotalier, Ruffey-sur-Seille, Sainte-Agnès, Saint-Amour, Saint-Cyr-Montmalin, Saint-Didier, Saint-Germain-lès-Arlay, Saint-Jean-d’Étreux, Saint-Lamain, Saint-Laurent-la-Roche, Saint-Lothain, Salins-les-Bains, Sellières, Toulouse-le-Château, Tourmont, Trenal, Vadans, Vaux-sur-Poligny, Vercia, Vernantois, Le Vernois, Villeneuve-sous-Pymont, Villette-lès-Arbois, Vincelles, Voiteur.